# Fuscidea
Fuscidea is een geslacht van schimmels dat tot de familie Fuscideaceae behoort. De typesoort is Fuscidea aggregata.

## Soorten
Volgens Index Fungorum telt het geslacht 49 soorten (peildatum maart 2022): 
| Soortnaam                                | Auteur(s)                              | Publicatiejaar |
| ---------------------------------------- | -------------------------------------- | -------------- |
| Fuscidea aleutica                        | (Degel.) Fryday                        | 2008           |
| Fuscidea appalachensis                   | Fryday                                 | 2008           |
| Fuscidea arboricola                      | Coppins & Tønsberg                     | 1992           |
| Fuscidea asbolodes                       | (Nyl.) Hertel & V. Wirth               | 1984           |
| Fuscidea asyndeta                        | (Nyl.) V. Wirth & Vězda                | 1972           |
| Fuscidea austera                         | (Nyl.) P. James                        | 1980           |
| Fuscidea australis                       | Kantvilas                              | 2001           |
| Fuscidea cacuminum                       | (Vain.) Mas. Inoue                     | 1981           |
| Fuscidea circumflexa                     | (Nyl.) V. Wirth & Vězda                | 1972           |
| Fuscidea commixta                        | (H. Magn.) V. Wirth & Vězda            | 1972           |
| Fuscidea coreana                         | S.Y. Kondr., Lőkös & Hur               | 2015           |
| Fuscidea cyathoides (Granietsuikerkorst) | (Ach.) V. Wirth & Vězda                | 1972           |
| Fuscidea elixii                          | Kantvilas                              | 2004           |
| Fuscidea extremorientalis                | S.Y. Kondr., Lőkös & Hur               | 2015           |
| Fuscidea fagicola                        | (Zschacke) Hafellner & Türk            | 2001           |
| Fuscidea gothoburgensis                  | (H. Magn.) V. Wirth & Vězda            | 1972           |
| Fuscidea helsinkiensis                   | (Vain.) P. James, Poelt & V. Wirth     | 1981           |
| Fuscidea hoglandica                      | (Nyl.) V. Wirth & Vězda                | 1972           |
| Fuscidea hottentotta                     | Brusse                                 | 1989           |
| Fuscidea impolita                        | (Müll. Arg.) Hertel                    | 1984           |
| Fuscidea intercincta                     | (Nyl.) Poelt                           | 1978           |
| Fuscidea kochiana                        | (Hepp) V. Wirth & Vězda                | 1972           |
| Fuscidea lightfootii (Boomsuikerkorst)   | (Sm.) Coppins & P. James               | 1978           |
| Fuscidea lowensis                        | (H. Magn.) R.A. Anderson & Hertel      | 1981           |
| Fuscidea maccarthyi                      | Kantvilas                              | 2004           |
| Fuscidea mayrhoferi                      | Kantvilas                              | 2004           |
| Fuscidea mollis (Grote suikerkorst)      | (Wahlenb.) V. Wirth & Vězda            | 1972           |
| Fuscidea multispora                      | Flakus, Kukwa & Rodr. Flakus           | 2019           |
| Fuscidea muskeg                          | Tønsb. & M. Zahradn.                   | 2020           |
| Fuscidea oceanica                        | Fryday & Coppins                       | 2012           |
| Fuscidea oculata                         | Oberholl. & V. Wirth                   | 1984           |
| Fuscidea placidensis                     | (H. Magn.) R.C. Harris                 | 1987           |
| Fuscidea poeltii                         | Fryday                                 | 1996           |
| Fuscidea praeruptorum (Hunebedvlekje)    | (Du Rietz & H. Magn.) V. Wirth & Vězda | 1972           |
| Fuscidea pusilla (Groene suikerkorst)    | Tønsberg                               | 1992           |
| Fuscidea ramboldioides                   | Kantvilas                              | 2001           |
| Fuscidea recensa (Bruine suikerkorst)    | (Stirt.) Hertel, V. Wirth & Vězda      | 1972           |
| Fuscidea scrupulosa                      | (Eckfeldt) Fryday                      | 2008           |
| Fuscidea stiriaca                        | (A. Massal.) Hafellner                 | 2002           |
| Fuscidea subasbolodes                    | Kantvilas                              | 2001           |
| Fuscidea submollis                       | Mas. Inoue                             | 1981           |
| Fuscidea subreagens                      | (H. Magn.) Oberholl. & V. Wirth        | 1984           |
| Fuscidea subrivulosa                     | (Vain.) P. James, Poelt & May. Inoue   | 1981           |
| Fuscidea subrivulosa                     | (Vain.) P. James, Poelt & V. Wirth     | 1981           |
| Fuscidea texana                          | Fryday                                 | 2008           |
| Fuscidea thomsonii                       | Brodo & V. Wirth                       | 1998           |
| Fuscidea tropica                         | van den Boom & Kalb                    | 2014           |
| Fuscidea umbricolor                      | (Nyl.) Hertel                          | 1974           |
| Fuscidea verruciformis                   | Mas. Inoue                             | 1981           |